# Terza Divisione Venezia Giulia 1930-1931
La Terza Divisione 1930-1931 è stato il V ed ultimo livello del XXXI campionato italiano di calcio, il secondo a carattere regionale.
La gestione di questo campionato era affidata ai Direttori Regionali, che li organizzavano autonomamente, con la possibilità di ripartire le squadre su più gironi tenendo in alta considerazione le distanze chilometriche, le strade di principale comunicazione e i mezzi di trasporto dell'epoca.
Questo è il campionato gestito dal Direttorio Regionale Giuliano avente sede a Trieste.

## Girone A

### Squadre partecipanti
| Squadra                                | Città           | Stagione precedente |
| -------------------------------------- | --------------- | ------------------- |
| O.N.D. Cormonese                       | Cormons (UD)    |                     |
| A.S. Esperia (C = allievi)             | Trieste         |                     |
| A.S. Monfalconese C.N.T. (C = allievi) | Monfalcone (TS) |                     |
| A.S. Pro Gorizia (B = riserve)         | Gorizia         |                     |
| A.C. Udinese (C = allievi)             | Udine           |                     |

### Classifica finale
|  | Pos. | Squadra               | Pt       | G | V | N | P | GF | GS | DR  |
|  | ---- | --------------------- | -------- | - | - | - | - | -- | -- | --- |
|  | 1.   | Pro Gorizia B         | 8        | 6 | 4 | 0 | 2 | 21 | 9  | +12 |
|  | 2.   | Monfalconese C.N.T. C | 7        | 6 | 3 | 1 | 2 | 8  | 6  | +2  |
|  | 3.   | Esperia C (-1)        | 4        | 6 | 2 | 1 | 3 | 11 | 12 | -1  |
|  | 3.   | Cormonese             | 4        | 6 | 2 | 0 | 4 | 5  | 18 | -13 |
|  | --   | Udinese C             | Ritirata |   |   |   |   |    |    |     |

Legenda:
      Ammesso ai gironi semifinali.
 Ritirato prima dell'inizio del campionato.
Regolamento:
Due punti a vittoria, uno a pareggio, zero a sconfitta.
Pari merito in caso di pari punti se non in zona promozione/finali.
Note:
Esperia ha scontato 1 punto di penalizzazione in classifica per una rinuncia.

### Risultati

#### Calendario
| Andata (1ª) | Andata (1ª) | Prima giornata | Ritorno (6ª) | Ritorno (6ª) |
|             |             |                |              |              |
| 26 ott.     | -           | -              | -            |              |
| 26 ott.     | -           | -              | -            |              |
| 26 ott.     | Riposa:     |                |              |              |

| Andata (2ª) | Andata (2ª)            | Seconda giornata        | Ritorno (7ª) | Ritorno (7ª) |
|             |                        |                         |              |              |
| 2 nov.      | -                      | Esperia C-Udinese C     | -            |              |
| 2 nov.      | -                      | Pro Gorizia B-Cormonese | -            |              |
| 2 nov.      | Riposa: Monfalconese C |                         |              |              |

| Andata (3ª) | Andata (3ª)       | Terza giornata               | Ritorno (8ª) | Ritorno (8ª) |
|             |                   |                              |              |              |
| 9 nov.      | -                 | Esperia C-Cormonese          | -            |              |
| 9 nov.      | -                 | Monfalconese C-Pro Gorizia B | -            |              |
| 9 nov.      | Riposa: Udinese C |                              |              |              |

| Andata (4ª) | Andata (4ª) | Quarta giornata | Ritorno (9ª) | Ritorno (9ª) |
|             |             |                 |              |              |
|             | -           | -               | -            |              |
| -           | -           | -               |              |              |
|             | Riposa:     |                 |              |              |

| \| Andata (5ª) \| Andata (5ª) \| Quinta giornata \| Ritorno (10ª) \| Ritorno (10ª) \| \| \| \| \| \| \| \| \| - \| - \| - \| \| \| - \| - \| - \| \| \| \| \| Riposa: \| \| \| \| |             |                 |               |               |
| Andata (5ª) | Andata (5ª) | Quinta giornata | Ritorno (10ª) | Ritorno (10ª) |
| |             |                 |               |               |
| | -           | -               | -             |               |
| - | -           | -               |               |               |
| | Riposa:     |                 |               |               |

## Girone B

### Squadre partecipanti
| Squadra                                  | Città        | Stagione precedente |
| ---------------------------------------- | ------------ | ------------------- |
| O.N.D. Fascio Federico Riosa             | Rovigno (PL) |                     |
| U.S. Fiumana                             | Fiume        |                     |
| G.S. Fascio Giovanni Grion (B = riserve) | Pola         |                     |
| O.N.D. Pisinese                          | Pisino (PL)  |                     |
| U.S. Triestina (C = allievi)             | Trieste      |                     |

### Classifica finale
|  | Pos. | Squadra        | Pt       | G | V | N | P | GF | GS | DR  |
|  | ---- | -------------- | -------- | - | - | - | - | -- | -- | --- |
|  | 1.   | Triestina C    | 12       | 6 | 6 | 0 | 0 | 24 | 7  | +17 |
|  | 2.   | Grion Pola B   | 6        | 6 | 3 | 0 | 3 | 18 | 10 | +8  |
|  | 3.   | Pisinese       | 3        | 6 | 1 | 1 | 4 | 8  | 20 | -12 |
|  | 4.   | Federico Riosa | 3        | 6 | 1 | 1 | 4 | 7  | 20 | -13 |
|  | --   | Fiumana B      | Ritirata |   |   |   |   |    |    |     |

Legenda:
      Ammesso ai gironi semifinali.
 Ritirato prima dell'inizio del campionato.
Regolamento:
Due punti a vittoria, uno a pareggio, zero a sconfitta.
Pari merito in caso di pari punti se non in zona promozione/finali.

### Risultati

#### Calendario
| Andata (1ª) | Andata (1ª) | Prima giornata | Ritorno (6ª) | Ritorno (6ª) |
|             |             |                |              |              |
| 26 ott.     | 4-0         | Grion-Riosa    | -            |              |
| 26 ott.     | -           | -              | -            |              |
| 26 ott.     | Riposa:     |                |              |              |

| Andata (2ª) | Andata (2ª)   | Seconda giornata     | Ritorno (7ª) | Ritorno (7ª) |
|             |               |                      |              |              |
| 2 nov.      | -             | Fiumana B-Grion B    | -            |              |
| 2 nov.      | 2-3           | Pisinese-Triestina C | -            |              |
| 2 nov.      | Riposa: Riosa |                      |              |              |

| Andata (3ª) | Andata (3ª)       | Terza giornata      | Ritorno (8ª) | Ritorno (8ª) |
|             |                   |                     |              |              |
| 9 nov.      | -                 | Grion B-Triestina C | -            |              |
| 9 nov.      | -                 | Riosa-Pisinese      | -            |              |
| 9 nov.      | Riposa: Fiumana B |                     |              |              |

| Andata (4ª) | Andata (4ª) | Quarta giornata | Ritorno (9ª) | Ritorno (9ª) |
|             |             |                 |              |              |
|             | -           | -               | -            |              |
| -           | -           | -               |              |              |
|             | Riposa:     |                 |              |              |

| \| Andata (5ª) \| Andata (5ª) \| Quinta giornata \| Ritorno (10ª) \| Ritorno (10ª) \| \| \| \| \| \| \| \| \| - \| - \| - \| \| \| - \| - \| - \| \| \| \| \| Riposa: \| \| \| \| |             |                 |               |               |
| Andata (5ª) | Andata (5ª) | Quinta giornata | Ritorno (10ª) | Ritorno (10ª) |
| |             |                 |               |               |
| | -           | -               | -             |               |
| - | -           | -               |               |               |
| | Riposa:     |                 |               |               |

### Girone finale A (prime squadre)
|  | Pos. | Squadra        | Pt       | G | V | N | P | GF | GS | DR |
|  | ---- | -------------- | -------- | - | - | - | - | -- | -- | -- |
|  | 1.   | Federico Riosa | 3        | 2 | 1 | 1 | 0 | 3  | 1  | +2 |
|  | 2.   | Pisinese       | 1        | 2 | 0 | 1 | 1 | 1  | 3  | -2 |
|  | --   | Cormonese      | Ritirata |   |   |   |   |    |    |    |

Legenda:
      Promosso in Seconda Divisione 1931-1932.
 Ritirato prima dell'inizio del campionato.
Regolamento:
Due punti a vittoria, uno a pareggio, zero a sconfitta.
Pari merito in caso di pari punti se non in zona promozione/finali.

## Girone finale B (riserve)
|  | Pos. | Squadra               | Pt       | G | V | N | P | GF | GS | DR |
|  | ---- | --------------------- | -------- | - | - | - | - | -- | -- | -- |
|  | 1.   | Pro Gorizia B         | 5        | 4 | 3 | 0 | 1 | 11 | 6  | +5 |
|  | 2.   | Monfalconese C.N.T. C | 4        | 4 | 2 | 0 | 2 | 7  | 7  | 0  |
|  | 3.   | Triestina C           | 1        | 4 | 1 | 0 | 3 | 7  | 12 | -5 |
|  | --   | Grion Pola B          | Ritirato |   |   |   |   |    |    |    |

Legenda:
      Campione giuliano di Terza Divisione.
 Ritirato prima dell'inizio delle finali.
Regolamento:
Due punti a vittoria, uno a pareggio, zero a sconfitta.
Pari merito in caso di pari punti se non in zona promozione/finali.

### Giornali
- Il Littoriale, quotidiano sportivo consultabile presso l'Emeroteca del CONI e le Biblioteche Universitarie di Pavia, Modena e Padova più la Biblioteca Nazionale Centrale di Firenze.
- Gazzetta dello Sport, stagione 1930-1931, consultabile presso le Biblioteche:
  - Biblioteca Civica di Torino;
  - Biblioteca Nazionale Braidense di Milano,
  - Biblioteca Civica Berio di Genova,
  - Biblioteca Nazionale Centrale di Firenze,
  - Biblioteca Nazionale Centrale di Roma.

### Libri
- Luigi Saverio Bertazzoni (compilazione a cura di), Annuario Italiano del Giuoco del Calcio - volume III (1929-30 e 1930-31), Bologna, F.I.G.C., edito a Modena, Il volume è conservato presso.
  - Biblioteca Nazionale Centrale di Firenze;
  - Biblioteca Universitaria Estense di Modena.